# 617-я эскадрилья (Великобритания)
617-я эскадрилья Королевских ВВС (англ. No. 617 Squadron RAF) — подразделение Королевских ВВС, известное также как «Разрушители плотин» (англ. Dam busters). Это название эскадрилья получила после налёта на плотины в Рурской области Германии в 1943 году (Операция Chastise). В настоящее время базируется на базе ВВС Лоссимут в Шотландии. На вооружении стоят самолёты Panavia Tornado.

## История
Эскадрилья была создана 21 марта 1943 года во время Второй мировой войны. Включала персонал Канадских королевских ВВС, Королевских военно-воздушных сил Австралии и Королевских военно-воздушных сил Новой Зеландии.
Эскадрилья была создана для выполнения конкретной задачи: атаки на три крупные плотины в Рурской области Германии. Операция под кодовым названием «Порка» (англ. Chastise) была проведена 17 мая 1943 года. Первый командир эскадрильи подполковник Гай Гибсон был награждён за эту операцию Крестом Виктории.